# República Socialista Soviètica d'Ucraïna
La República Socialista Soviètica d'Ucraïna, RSS d'Ucraïna o també RSSU (en ucraïnès: Украї́нська Радя́нська Соціалісти́чна Респу́бліка, УРСР, transcrit: Ukraïnska Radianska Sotsialistitxna Respúblika, URSR; en rus: Украи́нская Сове́тская Социалисти́ческая Респу́блика, УССР, transcrit: Ukraínskaia Sovétskaia Sotsialistítxeskaia Respúblika, USSR) va ser un dels quatre membres fundadors de l'URSS el 1922 juntament amb l'RSS de Belarús, l'RSS de Transcaucàsia i l'RSFS de Rússia.

## Història
Va ser creada el 25 de desembre de 1917, en la reunió dels grups minoritaris bolxevics fugits del soviet de treballadors, pagesos i soldats d'Ucraïna reunida a Kíiv i que havia proclamat una república popular de caràcter socialista però anticomunista i que agrupava a sectors d'ideologies diferents, que no reconegueren el cop d'estat de Petrograd. Inici de la guerra entre els dos estats. Els bolxevics es reuniren a Khàrkiv, amb grups del sector miner de Donbàs -amb gran població russa- que advocaven per seguir les directrius del partit de Petrograd. El baix suport popular va quedar patentat en tenir a tota Ucraïna sols un 6% dels membres del partit (havien rebut el suport en les eleccions de 12,14 i 15 de Novembre a l'assemblea constituent de Petrograd, de sols un 10% dels electors -754.000 votants, la majoria dels vots -75%- van anar a candidats anticomunistes, principalment socialistes revolucionaris). Durant el període entre la Pau de Brest-Litovsk la república va deixar d'existir, refugiant-se els seus dirigents a Taganrog, a la costa sud-est de la mar d'Azov (Rússia), ja que Ucraïna (República Popular independent) i l'Estat Bolxevic es van reconèixer mútuament i les tropes bolxevics van evacuar el país. En ser derrotats els estats centrals a la primera guerra mundial, els bolxevic ucraïnesos junt a un exèrcit de mariners russos van iniciar la invasió de la república estenent la guerra civil als territoris de la república popular independent d'Ucraïna.
Va ser una de les repúbliques fundadores de la Unió Soviètica el 1922, un cop acabada la guerra civil i assassinats tots els opositors, principalment intel·lectuals ucraïnesos (a més de l'exèrcit de la república de Petliura i l'exèrcit anarquista de Makhnó) i altres opositors ucraïnesos o russos (majoritàriament "russos blancs" i menxevics). Durant els anys vint, sobretot durant la NEP (Nova política econòmica), la república socialista va veure un renaixement econòmic, acompanyat pel desenvolupament i renaixement de la cultura i llengua ucraïnesa, fruit de dos elements; primer l'aprofitament de totes les universitats, acadèmies, escoles i entitats i societats culturals fundades durant la breu independència d'Ucraïna. Segons la política menada des dels òrgans comunistes de la república on s'advocava el retorn a l'ucraïnès o la "ucraïnització del partit i de la república". Cal destacar que els ucraïnesos conformaven el 78% de la població de la república però sols el 25% de la població urbana. El partit va considerar important fer ús de la mitologia cultural i de l'alfabetització en ucraïnès de la població autòctona com a mitjà d'influir en les masses camperoles ucraïneses, i convertir-les al socialisme i ateisme.
Aquest renaixement es va aturar en espantar-se les autoritats de Moscou, descobrint que el tractament de la llengua russa a les escoles ucraïneses era el mateix que el d'altres llengües estrangeres com el francès o l'anglès. Ja el gener del 1928 es van iniciar les execucions de l'elit intel·lectual ucraïnesa acusats de nacionalistes i separatistes. Es va implementar una política cultural de russificació sovint superant els pitjors períodes de russificació tsarista. Les purgues internes al partit comunista ucraïnès va acabar amb qualsevol rastre d'elements autòctons del partit. És famosa la condemna de la política colonial tant econòmica com cultural feta el febrer del 1928 per Mykhailo Voloboiev. El juliol del 1929 (fins al setembre) es produeixen arrestos i internaments de gran part de les personalitats del món científic i cultural ucraïnès acusats de pertànyer a una organització nacionalista ucraïnesa que podia estar preparant atemptats contra les autoritats soviètiques anomenada "La Unió per a l'Alliberament d'Ucraïna".
La reacció per part dels kulaks a l'oposició contra les polítiques de col·lectivització va ser la fam coneguda com a Holodomor, una fam provocada en part degut a males condicions meteorològiques (inundacions seguides de sequeres), i una sèrie de sabotejos massius en forma de milions de caps de bestiar sacrificats i tones de gra cremades per part dels mitjans propietaris del camp.
Les desastroses conseqüències del desabastiment per la manca de tota la producció alimentària perduda es van fer notar entre la tardor del 1932 i primavera del 1933, amb el resultat de 1,300,000-1,600,000 de morts; majoritàriament pagesos ucraïnesos. La resposta des del buró central del PCUS va ser l'enviament de 576,400 tones d'ajuda alimentaria a les zones afectades el 1933.
El 13 de maig se suïcida el comunista Mykola Khvylovy com a protesta contra la política de destrucció de la cultura ucraïnesa, seguida pel suïcidi de Mykola Skrypnyk el 7 de juliol del 1933. E 21 de gener del 1934 es transfereix la capital de la república de Khàrkiv a Kíiv. Amb la intensificació de les purgues per la paranoia de Stalin, el president de la República Socialista d'Ucraïna; Panas Lioubtchenko es va suïcidar el 30 d'agost. Tota la cúpula directiva del partit és internada al sistema Gulag. El 27 de gener del 1938 Nikita Khrusxov reemplaça Stanislav Kosior com a primer secretari del Consell Central del Partit Comunista Ucraïnès.
El 17 de setembre, seguint el Pacte Mólotov-Ribbentrop, l'exèrcit roig travessa la frontera polonesa i ocupa els territoris ètnics d'ucraïnesos i belarussos, procedint a la "despolonització" amb la deportació massiva de polonesos habitants de zones urbanes (molts d'ells des del segle xiv) com de Lviv o Rivne. A més es van perseguir els nacionalistes ucraïnesos (fins aleshores combatien el sistema d'apartheid cultural i religiós imposat pel règim polonès de Pilsudsky, la majoria d'ucraïnesos eren grecocatòlics o ortodoxos). Els territoris són annexats a la república d'Ucraïna i Belarús. El 28 de juny del 1940 l'exèrcit obliga al govern romanès a cedir la Bukovina del nord i Bessaràbia, integrant-se parts a la República d'Ucraïna, quedant un 90% del territori ètnic ucraïnès dins de les fronteres de la república, alhora que es manipulaven les poblacions amb deportacions massives a Sibèria i Kazhakhstan (sovint equivalents a condemnes a mort).
La invasió alemanya de la república el 22 de juny del 1941 topa inicialment amb poca resistència, ja que amplis sectors de la població els van considerar llibertadors de l'opressió estalinista. La república esdevé camp de batalla principal, junt amb Belarús del front oriental, el famós "front rus" que tant temien els alemanys. Hi ha resistència de partisans comunistes ucraïnesos i russos contra els alemanys a la part central i oriental del país (cal recordar que ja a l'hivern del 1941 la totalitat de la república va quedar sota l'ocupació alemanya (a Kíiv es va produir una important derrota de l'exèrcit roig). Per altra banda cal destacar que a la part occidental del país els ucraïnesos no comunistes i recentment incorporats-a la força- a la república es van dividir entre els que per sobre de tot odiaven el comunisme rus i van combatre amb els alemanys i els nacionalistes de l'UPA (primeres accions antinazis a la tardor del 1942 a l'anomenada "sich de polessia") que des del 1943 es van aixecar en un exèrcit que controlà àmplies àrees rurals de Volyhinia i Galizia-Transcarpatia lluitant a tres bandes contra els alemanys, sobretot contra les SS i els einsatzgruppen, lArmjia Kraiowa polonesa (nacionalistes anticomunistes i antialemanys polonesos) i partisans comunistes arribats des de l'est primer i després contra l'exèrcit roig després de "l'alliberament". La guerra de guerrilles anticomunista va durar fins al 1954. Durant la Segona Guerra Mundial, es van acceptar algunes esmenes de la Constitució de l'RSS d'Ucraïna que permetien que aquesta actués com a estat separat de l'URSS en afers internacionals (1 de febrer de 1944), sols com a mecanisme perquè el règim soviètic tingués més vots en els organismes internacionals acabada la guerra (les potències ho van acceptar per l'esforç sofert per la república durant la guerra; 9.000.000 de morts, més de 700 poblacions totalment o parcialment destruïdes), 2.000.000 (1942-44)d'esclaus deportats per a la construcció de la muralla atlàntica, la indústria de guerra i esclaves sexuals per a la Whermacht alemanya (exèrcit). Sense oblidar una massacre important de la comunitat jueva del país, més de 800.000 (sobretot a inicis de la guerra). Seguida irònicament el 1945 d'una purga contra el "cosmopolitisme" dins del partit comunista que atacà exclusivament a la comunitat jueva soviètica. Per aquest motiu va ser un dels estats fundadors de les Nacions Unides, juntament amb l'URSS i l'RSS de Belarús. Això només va tenir un sentit simbòlic, ja que a la pràctica, l'RSS d'Ucraïna estava supeditada al poder de Moscou, continuadora de la tradició imperialista russa, amb tots els tics del xovinisme tsarista rus heretat pel règim soviètic, molt allunyat, sobretot durant l'època estalinista, del socialisme teòric. De fet, va permetre a la Unió Soviètica disposar de més poder (més representants i més vots) a les Nacions Unides.
El 1948 després d'una relaxació de les polítiques de russificació per aprofitar el "patriotisme ucraïnès" com a instigador de la lluita contra l'ocupació nazi, sobretot aprofitant la mitologia cultural ucraïnesa del sich de Zaporozhie (cosacs). De febrer a Novembre del 1944 gran ofensiva de les tropes soviètiques seguida d'una repressió a tots els suposadament col·laboradors (per extensió tota la població que havia viscut sota ocupació nazi). El 4 de novembre del 1945 es va deportar a tota la cúpula de l'església grecocatòlica ucraïnesa (també nomenats uniates) amb el seu metropolità Yosif Slipej acusats de nacionalisme burgès (el mateix metropolita havia amagat nens jueus durant la guerra i s'havia oposat a la unificació forçosa de la seva església a l'ortodòxia russa).
El 1946-1949 es produeix l'anomenat període de Zhdanov on es retorna a russificació i a la persecució de les poques llibertats culturals ucraïneses logrades durant el caos de la guerra i fins durant l'ocupació alemanya.
Del 1918 al 1934 la capital de la república va ser Khàrkiv i, posteriorment, Kíiv. El 19 de febrer de 1954 es va transferir Crimea des de la RSFSR, com a commemoració del tricentenari de l'anomenada "re-unificació" d'Ucraïna a la "germana gran" Rússia (unió de l'estat cosac ucraïnès revoltat contra el regne de Polònia el 16 de gener de 1654 amb plena autonomia -no respectada- segons el tractat de Pereiàslav).
Entre el 1954 i el 1956 es produeix la deportació de 100.000 joves ucraïnesos per a roturar camps verges al Kazakhstan. El 12 de maig de 1954 la R.S.S d'Ucraïna esdevé membre de la UNESCO i de l'organització mundial del treball. Amb la desestalinització s'inicia el període de "desgel" amb un renaixement nacional i cultural ucraïnès. A la tardor del mateix any es fa l'alliberament parcial dels detinguts polítics.
La dècada dels seixanta veu l'aparició, en el camp de la literatura, de l'anomenat "grup dels seixanta": Vassyl Symonenko, Lina Kostenko, Ivan Dratx, Mykola Vinhranovsky, Yevhen Hutsalo, Ivan Dziuba, Yevhen Sverstiuc, entre altres poetes, escriptors i intel·lectuals. El gener de l'any següent a Lviv es produeix un procés judicial polític contra els membres de la Unió obrera i pagesa ucraïnesa (Levkó Lukianenko, Ivan Kandyba, Stefan Viroun i altres) que defensaven la legalitat constitucional i el dret de l'escissió o sortida d'Ucraïna de l'URSS (fet demostrat segons la legislació constitucional soviètica i ucraïnesa que en permeté la realització real el 1991). Entre 1961-65 és actiu a Kíiv el grup de creació jove. El 24 de maig de 1954 es produeix l'incendi provocat per les autoritats de la Biblioteca pública de l'acadèmia de ciències ucraïnesa, cremant-se part de les publicacions, llibres i documents en ucraïnès, quedant sols obertes les biblioteques en llengua russa. L'agost-setembre del 1965 primera gran ona de detencions d'intel·lectuals ucraïnesos, el 4 de setembre hi ha una manifestació contra les detencions a la sala Cinem Ucraïna a Kíiv. El desembre Ivan Dziuba adressa a Petró Txelest, president d'Ucraïna (primer secretari del comitè central del partit comunista d'Ucraïna) una carta de protesta contra les mesures de repressió; carta acompanyada de l'assaig "Internacionalisme o russificació?". El 1967 detenció dels membres del Front Nacional Ucraïnès. El 1968 publicació a nivell internacional de l'assaig internacionalisme o Russificació d'Ivan Dziuba, difós per tota Ucraïna en secret. El 1969 els detinguts polítics; Mykhailo Horyn, Ivan Kandyba i Levkó Lukianenko. Adressen una carta a la comissió dels Drets de l'Home de l'ONU sobre l'enverinament dels presoners polítics a l'URSS.
Als anys seixanta dins un esforç important d'industrialització de la república ucraïnesa, l'URSS no aposta per a la formació de tècnics ucraïnesos (temorosos de crear una nova elit ucraïnesa). S'aposta per una massiva immigració de treballadors i tècnics russos. El cens de la república el 1970 dona les següents dades; de 47.127.000 d'habitants sols 35.283.857 són ucraïnesos, amb més de 3.000.000 d'ucraïnesos a la federació russa i quasi 2.000.000 a les repúbliques centro-asiàtiques (Kazhakhstan, Uzbekistan, etc.) i les Caucàsiques. De totes maneres la carrera armamentística i espacial no permet la suficient producció de béns de consum, a més el subsidi i entrega de part dels béns a les repúbliques amigues de Cuba, Polònia, Txecoslovàquia, Hongria i altres del pacte de Varsòvia llastren l'economia.
Quan el renaixement cultural i polític ucraïnès (malgrat les persecucions i detencions), immers en les convulsions mundials dels anys seixanta (revolta de París i Praga del 68), arriba a les classes obreres de l'est del país fins a part dels ètnicament russos provoca una reacció el 1972. De gener fins a maig hi ha la segona gran ona de detencions i al maig la destitució del primer secretari de comitè central del Partit Comunista d'Ucraïna, cada cop més favorable al renaixement ucraïnès (ell mateix fa recerques històriques sobre el període cosac). El segueixen les purgues al partit i el nomenament de l'ultraconservador Volodýmyr Txterbytsky fins a la independència. L'estiu del 1974 els detinguts polítics bàltics, caucàsics i ucraïnesos s'adrecen al Soviet Suprem de l'URSS exigint el retorn als drets nacionals a les repúbliques no russes. L'any següent una vintena de detinguts polítics renuncien a la ciutadania soviètica. El 1976 es forma el grup de dissidents, "Comitè de Vigilància de Hèlsinki d'Ucraïna" o "Grup Hèlsinki-Ucraïna" (ucraïnès: Українська Гельсінська Група) amb la finalitat de protestar i vigilar els drets humans a Ucraïna. La resposta és una directiva de l'11 de novembre del 1978 del ministeri d'educació de l'RSS d'Ucraïna sobre la russificació a les aules, anomenada "internacionalització" (el rus era considerat com la llengua internacional). El 1979 més detencions d'intel·lectuals.
El 1984-1985, ja en aplicació de la perestroika, sota la presidència de Gorbatxov, es produeixen la mort d'Oleksa Tykhyi, Iurii Lytvyn, Valerii Martxenko i Vassyl Stus als camps de concentració (camps de treball forçat). Les polítiques de russificació no canvien.
La ineficàcia del règim queda palesa en l'àmbit econòmic, amb un mercat negre perillosament preponderant en l'economia interna, una corrupció, iniciada en temps de Khrusxov i ampliada sota Bréjnev a nivell de tota l'URSS, una baixa productivitat, una ineficàcia i pitjor eficiència dels complexos industrials, desfasats i sols mantinguts per les fonts internes d'energia.
El baix nivell educatiu a nivell universitari sumat a la corrupció i baixa competència de polítics i tècnics porten al desastre de Txernòbill el 26 d'abril de 1986. Catalitzador de les protestes tant a Ucraïna com a Belarús pels efectes humans, econòmics i ecològics. Es desperten els moviments nacionals, amb un nou renaixement sota la glàsnost, però molt més popular i menys elitista, moviments per la pau (pacifisme), ecologisme i encara més innovador en el conservadorisme social del bloc comunista: el feminisme.
El 8 i 10 de setembre del 1989 es constitueix "el Rukh" (literalment el "moviment"), com a moviment nacional d'Ucraïna, on l'intel·lectual Ivan Dratx n'és elegit president. El 21 de gener del 1990 una cadena humana entre Lviv, Ivano-Frankivsk i Kíiv (800 km. de persones) commemora la unificació el 21 de gener del 1919 de la República Popular d'Ucraïna i la República popular Occidental d'Ucraïna en un sol estat confirmat aquell any (1919) pels parlaments de les dues repúbliques aparegudes respectivament de l'imperi Rus i l'Austro-Hongarès. La commemoració representa un desafiament al govern comunista ucraïnès fruit de la destrucció d'aquells dos estats per exèrcits bolxevics russo-ucraïnesos. El 30 de gener del 1990 l'Exarcat de l'Església Ortodoxa Russa és rebatejat com a Església Ortodoxa Ucraïnesa. A les eleccions del 18 de març el Bloc democràtic obté una quarta part dels diputats (cal considerar-ho com a resultat revolucionari tenint en compte la poca netedat de les eleccions, llistes tancades i disparitat en quant accés a mitjans de comunicació). El 16 de juliol el consell suprem de l'RSS d'Ucraïna adopta la Declaració de sobirania d'Ucraïna, tot després que ho fes Ieltsin a Rússia. El 23 del mateix mes, Leonid Kravtxuk és elegit president del consell suprem de l'RSS d'Ucraïna, sota un ambient de dissolució del partit comunista amb abandonament massiu del partit dels membres del partit. El conservador Txerbitsky ha d'abandonar. El 24 s'hissa la bandera prohibida de la república popular ucraïnesa (l'actual oficial blau-groga), a l'ajuntament de Kíiv. El 2 d'octubre es legalitza l'església ortodoxa autocèfala ucraïnesa (independent del patriarcat de Moscou). Fins al 17 del mateix mes es produeix una vaga de fam d'estudiants a Kíiv exigint la dimissió del govern ucraïnès, eleccions sota una base multipartidista (democràtiques), la prohibició que joves ucraïnesos serveixin a l'exèrcit fora de les fronteres de la república. El 28 de maig del 1991 es legalitza l'església grecocatòlica ucraïnesa, amb la reobertura de centenars d'esglésies tancades des del 1944. Una nova onada de "recristianització" creua el país.
El 24 d'agost del 1991 el consell suprem de l'RSS d'Ucraïna va proclamar la independència de l'URSS, reanomenant-se República d'Ucraïna i, a la vegada, va esdevenir un estat independent. L'1 de desembre del mateix any es convoca un referèndum que plebiscita l'Acte de proclamació de la independència amb el 92,3% de vots afirmatius.
El 7 i 8 de desembre amb els resultats a la mà, els dirigents d'Ucraïna (Leonid Kravtxuk), de Belarús i Rússia (Borís Ieltsin), presidents de les repúbliques fundadores de l'URSS, declaren en una reunió a Minsk, que l'URSS, com a objecte de dret internacional i realitat geopolítica deixa d'existir a aquests efectes. Es crea la Comunitat d'Estats Independents que el parlament Ucraïnès ratifica el 10 de desembre.